# 금붕어 (1927년 영화)
《금붕어》는 한국에서 제작된 나운규 감독의 1927년 영화이다. 나운규 등이 주연으로 출연하였다.

## 출연

### 주연
- 나운규
- 윤봉춘
- 신일선
- 홍개명

## 기타
- 원작자: 김용국

## 같이 보기
- 한국 영화